# Acetiléndikarbonsav
| Acetiléndikarbonsav                                                                                             |                                           |
| Az acetiléndikarbonsav szerkezeti képlete                                                                       |                                           |
| Pálcikamodell                                                                                                   |                                           |
| IUPAC-név | but-2-indisav                             |
| Más nevek | 2-butindisav                              |
| Kémiai azonosítók                                                                                               |                                           |
| CAS-szám | 142-45-0                                  |
| PubChem | 371                                       |
| ChemSpider | 362                                       |
| EINECS-szám | 205-536-0                                 |
| KEGG | C03248                                    |
| ChEBI | 30781                                     |
| SMILES | C(#CC(=O)O)C(=O)O                         |
| InChI | 1/C4H2O4/c5-3(6)1-2-4(7)8/h(H,5,6)(H,7,8) |
| InChIKey | YTIVTFGABIZHHX-UHFFFAOYSA-N               |
| Beilstein | 878357                                    |
| Gmelin | 26624                                     |
| UNII | 2D2OJ4KO44                                |
| ChEMBL | CHEMBL1874364                             |
| Kémiai és fizikai tulajdonságok                                                                                 |                                           |
| Kémiai képlet                                                                                                   | C4H2O4                                    |
| Moláris tömeg                                                                                                   | 114,06 g/mol                              |
| Megjelenés | kristályos anyag                          |
| Olvadáspont | 175–176 °C (bomlik) 180–187 °C (bomlik)   |
| Veszélyek |                                           |
| R mondatok | R25 R36/37/38                             |
| S mondatok | S26 S45                                   |
| Ha másként nem jelöljük, az adatok az anyag standardállapotára (100 kPa) és 25 °C-os hőmérsékletre vonatkoznak. |                                           |

Az acetiléndikarbonsav, hivatalos nevén but-2-indisav telítetlen dikarbonsav, képlete C4H2O4 vagy HO2C-C≡C-CO2H. Kristályos szilárd anyag, amely oldódik dietil-éterben.
Két proton eltávolításával acetiléndikarboxilát dianiont kapunk: C4O42-, egy proton
eltávolításával hidrogénacetiléndikarboxilát anion jön létre: HC4O4-.
A savat először 1877-ben írta le Ernest Bandrowski lengyel kémikus .
Az acetiléndikarbonsavat több lépésben állítják elő: először alfa,béta-dibrómbutándisav és metanolban vagy etanolban oldott kálium-hidroxid reakciójával kálium-bromidot és kálium-acetiléndikarboxilátot állítanak elő. Utána a sókat elválasztják az oldatból és a kálium-acetiléndikarboxilátot kénsavval kezelik.
Acetiléndikarbonsavat használnak a dimetil-acetiléndikarboxilát szintézisénél, mely fontos laboratóriumi reagens. Mind a sav, mind az egybázisú káliumsója (KC4HO4) általánosan forgalmazott laboratóriumi vegyszerek.

## Fordítás
Ez a szócikk részben vagy egészben  az   Acetylenedicarboxylic acid című angol Wikipédia-szócikk ezen változatának fordításán alapul.  Az eredeti cikk szerkesztőit annak laptörténete sorolja fel. Ez a jelzés csupán a megfogalmazás eredetét és a szerzői jogokat jelzi, nem szolgál a cikkben szereplő információk forrásmegjelöléseként.